# Староминшки рејон
Староминшки рејон (рус. Староминский район) административно-територијална је јединица другог нивоа и општински рејон смештен у северном делу Краснодарске Покрајине, на крајњем југозападу европског дела Руске Федерације.
Административни центар рејона налази се у селу (станици) Староминскаја. 
Према подацима националне статистичке службе Русије за 2017. на територији рејона живело је 40.877 становника или у просеку око 40 ст/км². По броју становника налази се на 35. месту међу административним јединицама Покрајине. Површина рејона је 1.030 км².

## Географија
Староминшки рејон се налази у северном делу Краснодарске Покрајине, обухвата територију површине 1.030 км² и по том параметру налази се на 36. месту међу општинским јединицама у покрајини. Граничи се са Азовским рејоном Ростовске области на северу, на истоку је Кушчјовски, југоистоку Лењинградски, југу Каневски и западу Шчербиновски рејон. 
Река Јеја представља северну границу рејона и уједно део је границе између Ростовске области и Краснодарског краја. Староминшки рејон се често назива „северном капијом” Краснодарског краја. Рејонска територија се у целости налази на подручју ниске алувијалне Кубањско-приазовске низије. Централним делом рејонске територије, у правцу југ−север, протиче река Сосика, највећа и најважнија притока Јеје.
Пољопривреда је основна привредна активност у овом подручју. 

## Историја
Староминшки рејон је успостављен 2. јуна 1924. као административна јединица тадашњег Донског округа Југоисточне области. Свега пар месеци касније рејон је постао делом Севернокавкаске покрајине, а потом од јануара 1934. и Азовско-црноморске покрајине. У границама Краснодарске покрајине је од септембра 1937. године. 
Привремено је био укинут од фебруара 1963. до децембра 1966. када је његова територија била саставним делом Каневског рејона. 

## Демографија и административна подела
Према подацима са пописа становништва из 2010. на територији рејона живело је укупно 40.755 становника, док је према процени из 2017. ту живело 40.877 становника, или у просеку око 40 ст/км². По броју становника Шчербиновски рејон се налази на 35. месту у Покрајини.
| 1959.  | 1970.  | 1979.  | 1989.  | 2002.  | 2010.  | 2017.   |
| ------ | ------ | ------ | ------ | ------ | ------ | ------- |
| 48.081 | 40.343 | 40.374 | 41.524 | 41.097 | 40.755 | 40.877* |

Напомена:* Према процени националне статистичке службе. 
На територији рејона налазе се укупно 22 насељена места сеоског типа административно подељена на 5 сеоских општина. Административни центар рејона је село (станица) Староминскаја са око 30.000 становника.